# Keenania microcephala
Keenania microcephala är en måreväxtart som beskrevs av Charles-Joseph Marie Pitard. Keenania microcephala ingår i släktet Keenania och familjen måreväxter.
Artens utbredningsområde är Vietnam. Inga underarter finns listade i Catalogue of Life.